# Cophixalus ateles
Cophixalus ateles är en groddjursart som först beskrevs av George Albert Boulenger 1898.  Cophixalus ateles ingår i släktet Cophixalus och familjen Microhylidae. IUCN kategoriserar arten globalt som otillräckligt studerad. Inga underarter finns listade i Catalogue of Life.